# Jan de Foix, wicehrabia Narbonne
Jan de Foix (ur. 1450–1500 w Étampes) – wicehrabia Narbonne (1468-1500) oraz hrabia Étampes (1478-1500). Trzeci syn Gastona IV de Foix-Grailly oraz jego żony, Eleonory z Nawarry.

## Życiorys
Jan otrzymał wicehrabstwo Narbonne od swego ojca w 1468 roku. Wcześniej był namiestnikiem króla Ludwika XI w Roussillon. Utrzymywał dobre stosunki z dwoma królami Francji – Ludwikiem XI oraz Ludwikiem XII. Zanim ten drugi został królem, Jan poślubił w 1476 roku jego siostrę – Marię Orleańską. Z tego małżeństwa pochodziła dwójka dzieci:
- Germaine de Foix (1488–1538), która w 1505 poślubiła króla Aragonii, Ferdynanda II Katolickiego.
- Gaston de Foix (1489–1512), francuski dowódca wojskowy w okresie wojen włoskich.

Dwa lata po ślubie otrzymał od Ludwika XI hrabstwo Etampes. W 1494 roku uczestniczył we włoskiej wyprawie wojennej króla Karola VIII, która miała na celu przywrócenie francuskiej zwierzchności nad południowymi Włochami oraz Sycylią.
Po śmierci swego bratanka Franciszka Febusa w 1483 roku, Jan, jako najstarszy męski potomek królów Nawarry, rozpoczął starania o zdobycie władzy w tym państwie. Rywalizował z siostrą i dziedziczką Febusa, Katarzyną. Mimo że w Nawarze nigdy nie zostało wprowadzone prawo salickie, które blokowało kobietom drogę do dziedziczenia ziem, to i tak hrabia Narbonne miał tam wielu zwolenników. Ta rywalizacja doprowadziła do wojny domowej, która zakończyła się w 1497 roku zwycięstwem Katarzyny. Jan musiał zrezygnować ze swych roszczeń. Trzy lata później zmarł w swych posiadłościach w Etampes.